# Teen Choice Awards 2003
La 5ª edizione dei Teen Choice Awards si è tenuta il 2 agosto 2003 nel Gibson Amphitheatre di Los Angeles, California. 
La serata è stata condotta da David Spade.

## Esibizioni
- Kelly Clarkson
- Evanescence - Going Under
- The Donnas

## Vincitori
I vincitori sono indicati in grassetto.

### Attore preferito - Commedia (Choice movie actor - Comedy)
- Jim Carrey - Una settimana da Dio (Bruce Almighty)
- Anthony Anderson - Kangaroo Jack - Prendi i soldi e salta (Kangaroo Jack)
- Jamie Kennedy - Malibu's Most Wanted - Rapimento a Malibu (Malibu's Most Wanted)
- Ashton Kutcher - Oggi sposi... niente sesso (Just Married)
- Mike Myers - Austin Powers in Goldmember (Austin Powers in Goldmember)
- Frankie Muniz - Agente Cody Banks (Agente Cody Banks)
- Chris Rock - Head of State (Head of State)
- Adam Sandler - Terapia d'urto (Anger Management)

### Attrice preferita - Commedia (Choice movie actor - Comedy)
- Queen Latifah - Un ciclone in casa (Bringing Down the House)
- Jennifer Aniston - Una settimana da Dio (Bruce Almighty)
- Sandra Bullock - Two Weeks Notice - Due settimane per innamorarsi (Two Weeks Notice)
- Hilary Duff - Lizzie McGuire - Da liceale a popstar (The Lizzie McGuire Movie)
- Kate Hudson - Come farsi lasciare in 10 giorni (How to Lose a Guy in 10 Days)
- Jennifer Lopez - Un amore a 5 stelle (Maid in Manhattan)
- Brittany Murphy - Oggi sposi... niente sesso (Just Married)
- Reese Witherspoon - Tutta colpa dell'amore (Sweet Home Alabama)

### Telefilm drammatico/d'azione o avventura preferito (Choice TV - drama/action adventure)
- 24 (24)
- Settimo cielo (7th Heaven)
- Buffy l'ammazzavampiri (Buffy the Vampire Slayer)
- Alias (Alias)
- American Dreams (American Dreams)
- Dawson's Creek (Dawson's Creek)
- Fastlane (Fastlane)
- Smallville (Smallville)

### Singolo musicale preferito (Choice music single)
- Sk8er Boi - Avril Lavigne
- All I Have - Jennifer Lopez (feat. LL Cool J)
- Beautiful - Christina Aguilera
- Bump, Bump, Bump - B2K (feat. Sean Combs)
- Cry Me a River - Justin Timberlake (feat. Timbaland)
- In da Club - 50 Cent
- Underneath It All - No Doubt
- Work It - Missy Elliott

### Album musicale preferito (Choice music album)
- Any Given Thursday - John Mayer
- Get Rich or Die Tryin' - 50 Cent
- Justified - Justin Timberlake
- Let Go - Avril Lavigne
- Stripped - Christina Aguilera
- The Eminem Show - Eminem
- This Is Me... Then - Jennifer Lopez
- The Young and the Hopeless - Good Charlotte

### Canzone d'amore preferita (Choice love song)
- I'm with You - Avril Lavigne
- A Moment like This - Kelly Clarkson
- Come Away With Me - Norah Jones
- Crazy In Love - Beyoncé (feat. Jay-Z)
- I'm Glad - Jennifer Lopez
- Picture - Kid Rock e Sheryl Crow
- Pretty Baby - Vanessa Carlton
- Running - No Doubt

### Brano rap preferito (Choice rap track)
- 21 Questions - 50 Cent (feat. Nate Dogg)
- Beautiful - Snoop Dogg (feat. Pharrell Williams e Uncle Charlie Wilson)
- Can't Let You Go - Fabolous (feat. Mike Shorey e Lil' Mo)
- Excuse Me Miss - Jay-Z
- Get Busy - Sean Paul
- I Can - Nas
- I Know What You Want - Busta Rhymes (feat. Mariah Carey e Flipmode Squad)
- In da Club - 50 Cent

### Brano rock preferito (Choice rock track)
- Bring Me to Life - Evanescence
- Headstrong - Trapt
- Like A Stone - Audioslave
- Price to Play - Staind
- Send The Pain Below - Chevelle
- Seven Nation Army - The White Stripes
- Somewhere I Belong - Linkin Park
- Times Like These - Foo Fighters

### Collaborazione musicale preferita (Choice music hook-up)
- 21 Questions - 50 Cent (feat. Nate Dogg)
- Dirrty - Christina Aguilera (feat. Redman)
- '03 Bonnie & Clyde - Jay-Z (feat. Beyoncé)
- Picture - Kid Rock e Sheryl Crow
- All I Have - Jennifer Lopez (feat. LL Cool J)
- Dilemma - Nelly (feat. Kelly Rowland)
- The Game of Love - Carlos Santana (feat. Michelle Branch)
- Cry Me a River - Justin Timberlake (feat. Timbaland)